# Archidiocèse de Mendoza
L'archidiocèse de Mendoza (en latin : archidioecesis Mendozensis ; en espagnol : arquidiócesis de Mendoza) est un archidiocèse métropolitain de l'Église catholique en Argentine. 

## Territoire

Archidiocèse de Mendoza
Suffragants

Il comprend quinze départements de la province de Mendoza: Capital, Godoy Cruz, Guaymallén, Junín, La Paz, Las Heras, Lavalle, Luján de Cuyo, Maipú, Rivadavia, San Carlos, San Martin, Santa Rosa, Tunuyán et Tupungato ce qui représente un territoire d'une superficie de 61 817 km2 divisé en 71 paroisses.
Le siège épiscopal est dans la ville de Mendoza où se trouve la cathédrale Notre-Dame de Lorette (es) ainsi que les basiliques mineures de Saint-François (es) et Notre-Dame du Rosaire, patronne de Mendoza. Une autre basilique dédiée Notre-Dame de Luján existe à Luján de Cuyo(il ne faut pas la confondre avec la basilique Notre-Dame de Luján).

## Histoire
Le diocèse de Mendoza est érigé le 20 avril 1934 par la constitution apostolique Nobilis Argentinae nationis du pape Pie XI recevant son territoire de l'archidiocèse de San Juan de Cuyo, dont Mendoza devient suffragant.
Il cède la province de Neuquén au diocèse de Viedma le 11 février 1957 en vertu de la constitution apostolique Quandoquidem adoranda du pape Pie XII.
Le 10 avril 1961, il cède une portion de territoire pour l'érection du diocèse de San Rafael ; le même jour, il est élevé au rang d'archidiocèse métropolitain par la constitution apostolique Nobilis Argentina Respublica du pape Jean XXIII avec les diocèses de Neuquén et de San Rafael comme suffragants.

## Évêques et archevêques
évêques
- José Anibal Verdaguer y Corominas (13 septembre 1934 - 19 juillet 1940)
- Alfonso María Buteler (11 octobre 1940 - 10 avril 1961)

archevêques
- Alfonso María Buteler (10 avril 1961 - 30 septembre 1973)
- Olimpo Maresma (31 octobre 1974 - 3 juillet 1979)
- Cándido Rubiolo (11 octobre 1979 - 25 mars 1996)
- José María Arancibia (25 mars 1996 - 10 novembre 2012)
- Carlos María Franzini (10 novembre 2012 - 8 décembre 2017)
- Marcelo Daniel Colombo depuis le 22 mai 2018